# Édouard Mazé
Édouard Mazé (1924-1950) est un ouvrier. Il est né le 2 juillet 1924 à Gelsenkirchen en Allemagne (territoires occupés). Célibataire, il était manœuvre chez Sainrapt et Brice, et militant CGT. Il fut tué à l'âge de 26 ans par les forces de l'ordre d’une balle en pleine tête lors d'une manifestation réunissant ouvriers du bâtiment, dockers et classe ouvrière, le 17 avril 1950 à Brest.

## Biographie
Fils du cheminot résistant Ernest Mazé (1896-1979) et de la couturière Marie Lamour (1897-1979), Édouard Mazé est le benjamin d’une fratrie de 3 frères, avec Pierre (1921-2005), l’aîné, et Ernest (1923-2020), syndicaliste, communiste et résistant,  le cadet.

## Contexte
Ce drame intervient dans une période de grèves pour de meilleurs salaires débutées en février 1950 dans les usines de Renault-Billancourt, puis s'étendant à d'autres secteurs, ainsi que dans les entreprises publiques et les ports où a lieu en particulier la grève des dockers de 1949-1950 en France.
La situation se dégrade, notamment à Brest où 8000 travailleurs sont employés à la reconstruction de la ville. À la suite d'une manifestation agitée le 16 avril 1950, réunissant 1 000 à 2 000 ouvriers, des responsables du parti communiste et de la CGT sont arrêtés[réf. nécessaire]. Le lendemain 17 avril 1950, la CGT décrète la grève générale et, en fin d'après-midi, les gendarmes tirent sur des manifestants, faisant vingt-trois blessés, dont huit grièvement, et touchant mortellement un manifestant, Édouard Mazé, 26 ans, au 7 de la rue Kerabecam.

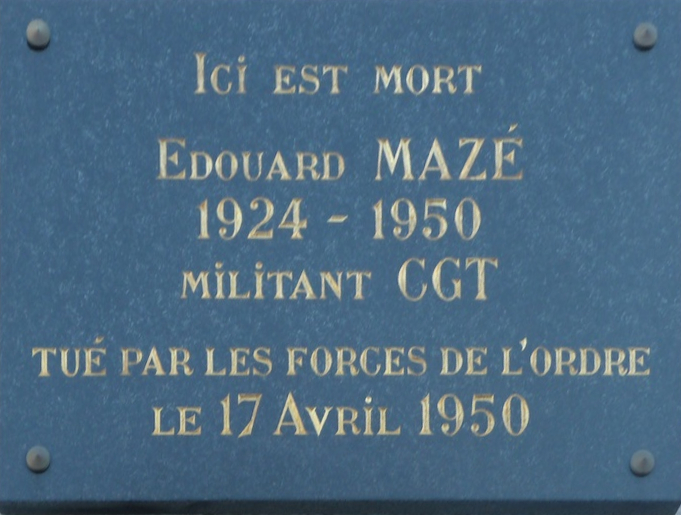
Plaque commémorative posée à l’endroit où Edouard Mazé fut tué, au 7, rue Kerabecam à Brest

## Retentissement
Les obsèques ont lieu le 19 avril 1950 . Un cortège de plus de 5 000 personnes accompagne les proches de l'ouvrier sur la tombe duquel figure l'épitaphe « Mort pour le pain, la paix et la liberté ». La mort du syndicaliste a motivé pour une part la démission, le 28 avril 1950, de l'abbé Pierre du MRP dont il était l'un des députés.
L'enquête lancée à la suite de ce drame — au cours duquel un autre militant, Pierre Cauzien, est grièvement blessé — a abouti à un non-lieu, le coupable n'ayant pu être identifié « avec certitude ».
Les événements ayant conduit à la mort de Édouard Mazé ont inspiré le cinéaste René Vautier qui y a consacré son film Un homme est mort (film disparu) ainsi que le groupe de chansonniers bretons Les Goristes qui a sorti une chanson nommée Le 17 avril 1950, Edouard Mazé et dédiée à « Edouard Mazé et Pierre Cauzien et tous les autres ».

## Hommages

### Filmographie
- Un homme est mort, un long métrage d'animation de Olivier Cossu de 2017 basé sur la bande dessinée d'Étienne Davodeau

### Place et plaque de rue
La mémoire d'Édouard Mazé est honorée à Brest par une place à son nom et une stèle.
Une rue du nom d´Édouard Mazé est inaugurée le 26 août 1950 (en même temps qu´une rue Jules Génovesi) à Saint-Denis.

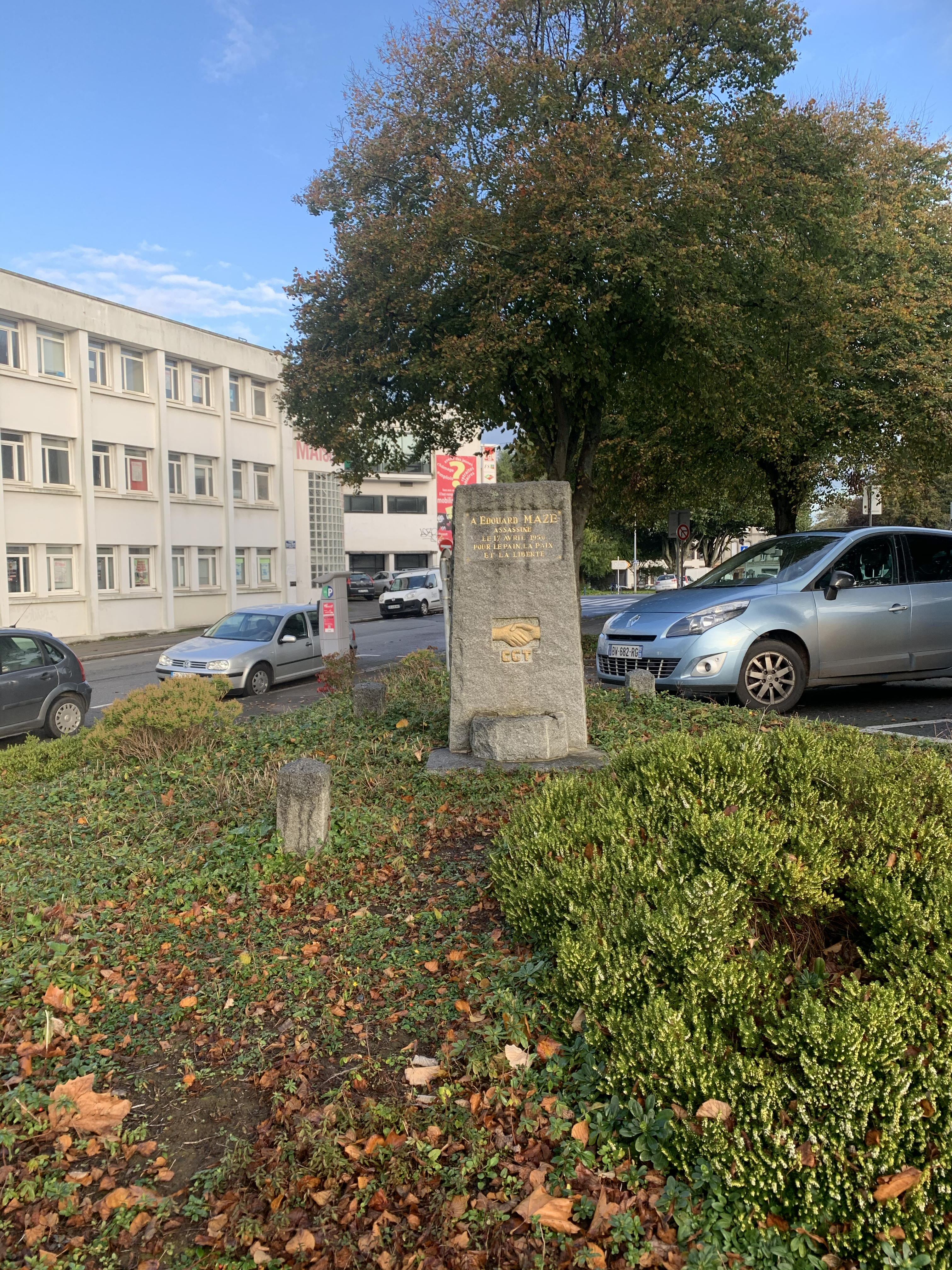
Place Édouard-Mazé, Brest. Plaque à sa mémoire, posée par la CGT.
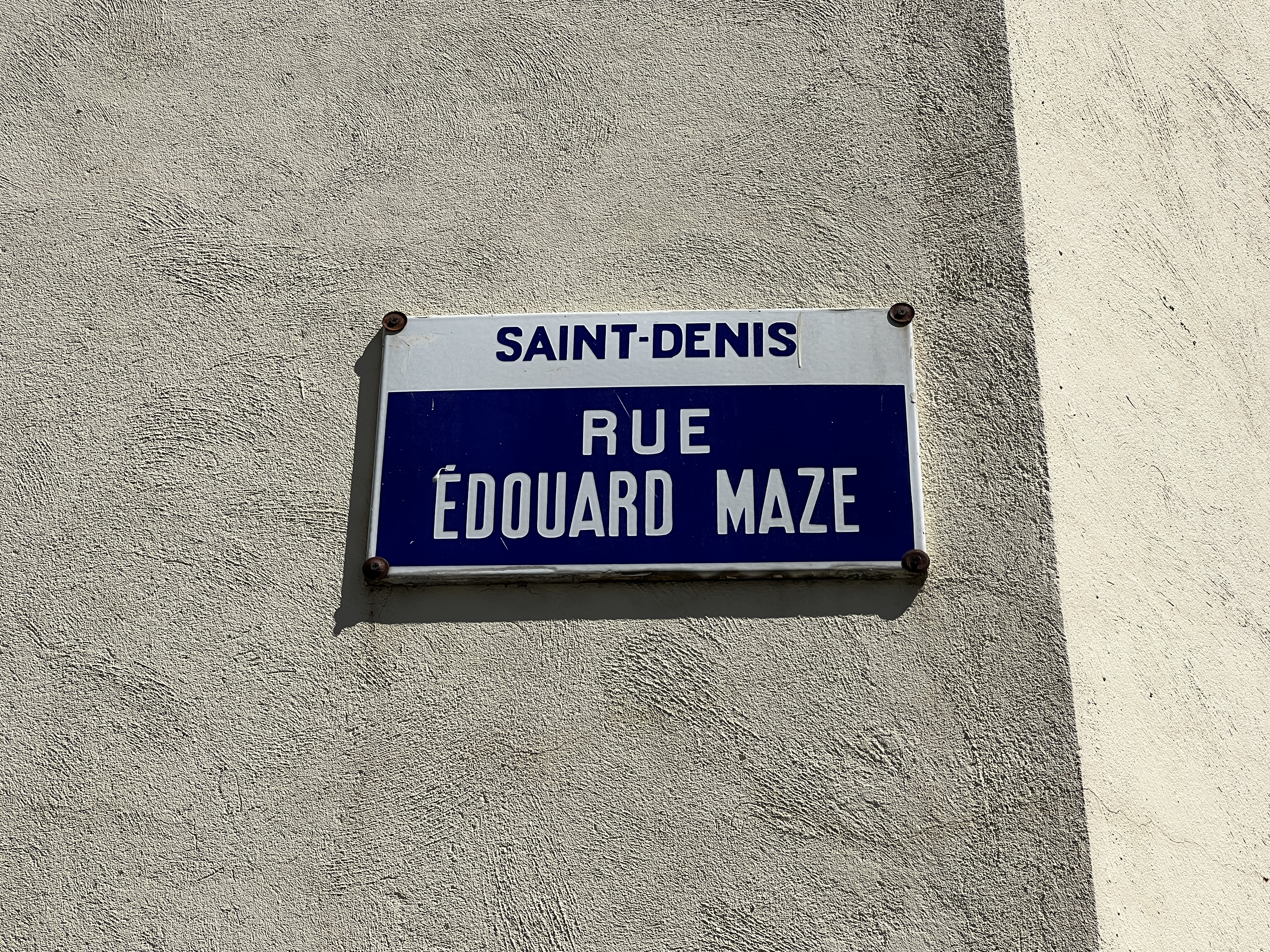
La rue Édouard-Mazé à Saint-Denis.